# Berti Vogts
Hans-Hubert "Berti" Vogts, född 30 december 1946, är en tysk före detta fotbollsspelare, försvarare. Vogts var en av sin generations mest framgångsrika fotbollsspelare. Han tillhörde Borussia Mönchengladbach under klubbens storhetstid under 1970-talet och blev med Västtysklands europamästare 1972 och världsmästare 1974. Han har även tränat flera landslag och ledde Tyskland till EM-guld 1996.

## Karriär

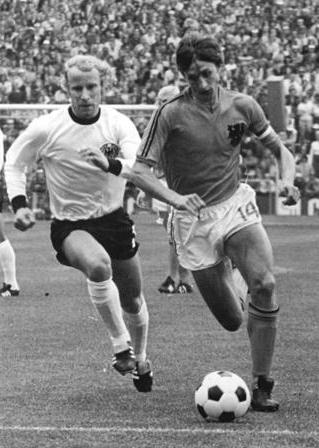
Vogts i VM-finalen 1974.

Berti Vogts kom fram under 60-talet i det kommande storlaget Borussia Mönchengladbach tillsammans med spelare som Günter Netzer och Herbert Wimmer. Han var med om klubbens uppgång i Bundesliga 1965 och när laget etablerade sig och blev tyska mästare för första gången 1970. Han var sedan med om att försvara titeln 1971 samt ytterligare tre raka ligatitlar 1975–1977. Vogts var under 70-talet en av världens bästa ytterbackar och blev ibland kallad Terriern för sitt ettriga spel och uthållighet. I VM-finalen 1974 var det Vogts som fick uppgiften att markera Johan Cruyff. Han var lagkapten för Västtyskland i VM 1978. 
Efter den aktiva karriären inledde han sin tränarkarriär inom det tyska fotbollsförbundet där han efter att ha haft ansvar för olika ungdomslandslag blev förbundskapten för A-landslaget 1990. Vogts blev ofta kritiserad under sin tid som förbundskapten men kunde svara belackarna genom att leda Tyskland till EM-guld 1996. Vogts avgick som förbundskapten efter Frankrike-VM 1998. 
Under 2001 i augusti blev han förbundskapten för Kuwait. Och efter ha varit förbundskapten i Kuwait ifrån augusti 2001 till februari 2002. Februari 2002 blev han förbundskapten för Skottland. Berti Vogts blev kritiserad efter flera förluster med 0-5 mot Frankrike, 1-4 mot Sydkorea, bara 2-2 mot Färöarna, 0-1 mot Litauen, bara 1-1 mot Nya Zeeland, 0-6 mot Nederländerna, 0-4 mot Wales, 0-3 mot Ungern och 1-4 mot Sverige. Under 2004 avgick han. Han var mellan 2007 och 2008 förbundskapten för Nigeria. Mellan 2008 och 2014 var han förbundskapten för Azerbajdzjanska landslaget. Han lämnade sin post efter förlusten mot Italien 2-1 och Kroatien 6-0.

## Meriter
- 96 A-landskamper/1 mål (1967-1978)
- VM i fotboll: 1970, 1974, 1978
  - VM-matcher: 19
  - Världsmästare 1974
  - VM-brons 1970
- EM i fotboll: 1972, 1976
  - Europamästare 1972
  - EM-silver 1976

- UEFA-cupmästare 1975, 1979
- Årets tyska spelare 1971, 1979
- Tysk mästare 1970, 1971, 1975, 1976, 1977
- Tysk cupmästare 1973